# Bałtaj
Bałtaj – wieś w Rosji, w obwodzie saratowskim. W 2010 roku liczyło 3873 mieszkańców.